# فيليكس شوتس
فيليكس شوتس (بالألمانية: Felix Schütz)‏ هو لاعب هوكي الجليد ألماني، ولد في 3 نوفمبر 1987 في إردينغ في ألمانيا.

## وصلات خارجية
- فيليكس شوتس على موقع دوري الهوكي الوطني (الإنجليزية)
- فيليكس شوتس على موقع دوري الهوكي للقارات (الإنجليزية)
- فيليكس شوتس على موقع EliteProspects.com (الإنجليزية)
- فيليكس شوتس على موقع Eurohockey.com (الإنجليزية)
- فيليكس شوتس على موقع HockeyDB.com (الإنجليزية)
- فيليكس شوتس على موقع أوليمبيديا (الإنجليزية)